# Sporthal Angelslo
Sporthal Angelslo is een sportaccommodatie uit Emmen, Drenthe. De sporthal is gelegen in de wijk Angelslo. Handbalvereniging E&O is een van de clubs die de Angelslo sporthal als thuis hal heeft. 

## Internationale wedstrijden
In de voorbije jaren heeft E&O, Hurry-Up (uit Zwartemeer) en het Nederlands handbalteam internationale wedstrijden gespeeld in de Angelslo hal. De sporthal is goedgekeurd door de Europese Handbalfederatie (EHF).